# بندوایا
بندوایا (به عربی: بندوایا) یک منطقهٔ مسکونی در عراق است که در استان نینوا واقع شده‌است.